# Clémentine d'Orléans
Signature
Marie Clémentine Léopoldine Caroline Clotilde d’Orléans, également connue sous le titre de Mademoiselle de Beaujolais, née le 3 juin 1817 à Neuilly-sur-Seine, en France, et morte le 16 février 1907 à Vienne, en Autriche-Hongrie, est une fille de Louis-Philippe, duc d'Orléans qui deviendra roi des Français en 1830 (maison d’Orléans). Par mariage, elle est membre de la famille princière de Saxe-Cobourg et Gotha.

## Famille
Clémentine d’Orléans est la dernière fille du roi des Français Louis-Philippe Ier (1773-1850) et de son épouse Marie-Amélie de Bourbon (1782-1866), princesse des Deux-Siciles. Sa beauté est renommée et soulignée par le vieux roi Charles X de France. 
En 1830, le roi Charles X est chassé au profit du duc d'Orléans, père de la princesse Clémentine, qui devient Louis-Philippe Ier, roi des Français. Agée de treize ans, Clémentine est une jeune fille ambitieuse et énergique qui rêve d'épouser une tête couronnée comme sa soeur aînée devenue reine des Belges. Cependant, la légitimité du roi des français est contestée par les monarchies Européennes et les ambitions de Clémentine seront déçues. A 25 ans, Clémentine est toujours célibataire. Sa soeur Marie -décédée en 1839 à l'âge de 26 ans - avait contracté une union convenable (mais sans plus) en  épousant le prince Alexandre de Wurtemberg, héritier d'une branche cadette de la Maison de Wurtemberg très éloignée du trône. 
Le 20 avril 1843, Clémentine d’Orléans épouse au Château de Saint-Cloud le prince Auguste de Saxe-Cobourg-Gotha (1818-1881), connu également sous le nom de Auguste de Saxe-Cobourg-Kohary, fils cadet de Ferdinand de Saxe-Cobourg-Saalfeld (1785-1851) et de la princesse hongroise Antoinette de Koháry (1797-1862). 
Bien que le marié soit le frère du roi consort Ferdinand II du Portugal et de la duchesse de Nemours, le neveu de Léopold Ier de Belgique, le cousin germain  de la reine Victoria et du prince consort Albert du Royaume-Uni et que sa mère (qui n'est pas de sang royal) soit fabuleusement riche, le mariage n’est guère prestigieux, surtout si l’on considère l’ambition de Clémentine de devenir un jour reine. Le mariage ne fait que renforcer un peu plus les liens qui unissent déjà la monarchie de Juillet à l'Angleterre et à la Belgique, monarchies libérales face aux monarchies conservatrices d'Europe.
Le couple a 5 enfants :
- Philippe de Saxe-Cobourg-Gotha (1844-1921), épouse en 1875 la princesse Louise de Belgique (1858-1924), fille aînée du roi Léopold II de Belgique.

- Auguste de Saxe-Cobourg-Gotha (1845-1907), qui se marie en 1864 à la princesse Léopoldine de Bragance (1847-1871), princesse du Brésil et fille de l’empereur Pierre II, à défaut de pouvoir épouser sa sœur aînée, la princesse héritière Isabelle de Bragance (1846-1921).

- Clotilde de Saxe-Cobourg-Gotha (1846-1927), qui s’unit en 1864 à l’archiduc Joseph de Habsbourg-Hongrie (1833-1905), palatin de Hongrie et petit-fils de l’empereur Léopold II d’Autriche.

- Amélie de Saxe-Cobourg-Gotha (1848-1894), qui épouse en 1875 Maximilien-Emmanuel de Wittelsbach (1849-1893), duc en Bavière et plus jeune frère de l’impératrice Élisabeth d'Autriche (Sissi).

- Ferdinand de Saxe-Cobourg-Gotha (1861-1948) qui devient, en 1908, le roi Ferdinand Ier de Bulgarie. Celui-ci se marie en 1893 à la princesse Marie-Louise de Bourbon-Parme (1870-1899), fille du duc Robert Ier (1848-1907) de Parme.

## Biographie

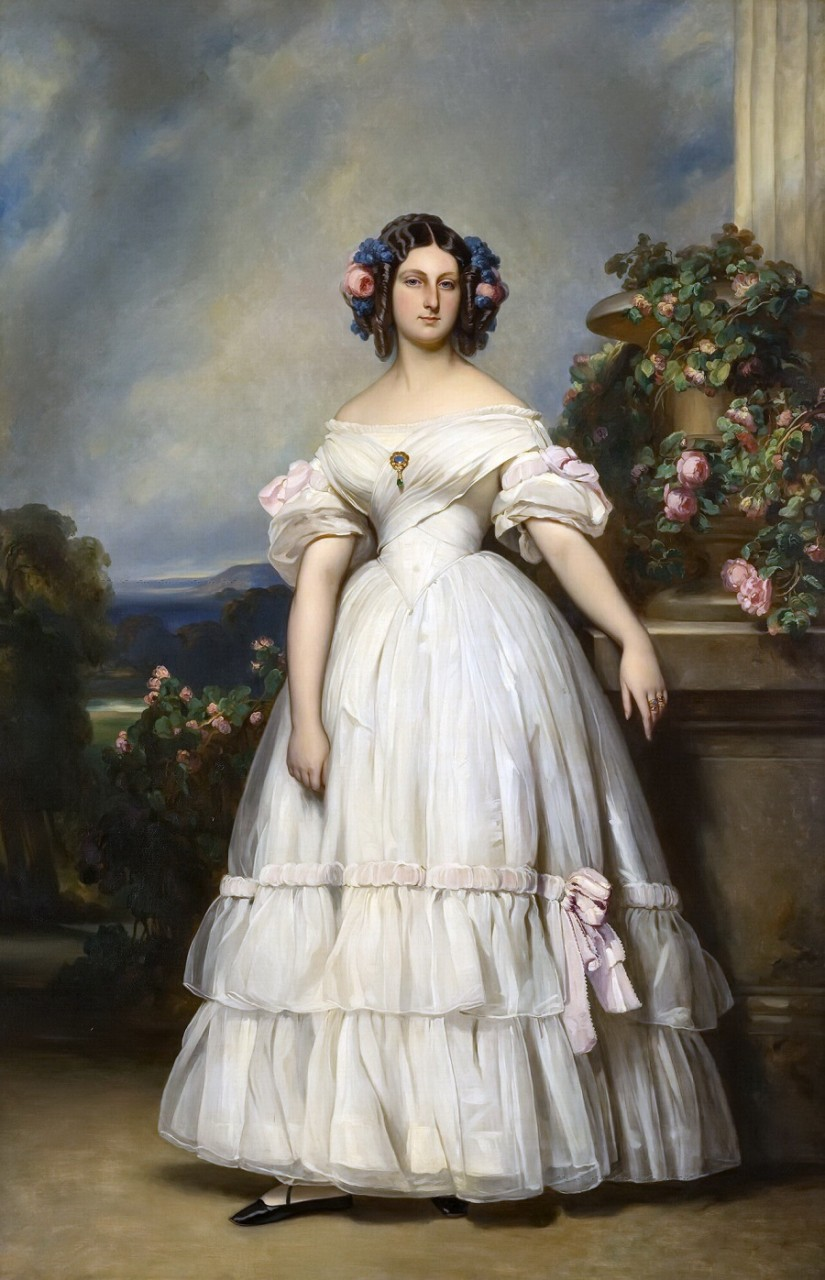
Clémentine d'Orléans.

La princesse Clémentine d’Orléans est une femme d’une grande beauté et le roi Charles X ne s’y trompe pas lorsqu’il déclare à son père, alors qu’elle n’est encore qu’une adolescente : « Monsieur, si j’avais quarante ans de moins, votre fille serait reine de France ! ». 
Clémentine est également une femme brillante dont la plus grande ambition est de devenir un jour reine. Pourtant –ou peut-être à cause de cela– son mariage n’est pas chose aisée d’autant que le père de Clémentine, le roi Louis-Philippe Ier, est longtemps considéré comme un usurpateur par la plupart des monarques européens.
C’est pourquoi, en 1843, la princesse âgée de 26 ans se résigne à épouser, comme deux de ses frères et sœurs, un prince de la Maison de Saxe-Cobourg, le duc en Saxe Auguste de Saxe-Cobourg-Kohary (1818-1881). Il faut dire qu’au XIXe siècle, selon une formule connue, les Saxe-Cobourg sont un peu « haras de l’Europe »  : en 1816, le prince Léopold a épousé la princesse de Galles. Celle-ci meurt l'année suivante mais Léopold reste en Angleterre et conserve ses pensions. En 1831, après avoir refusé la couronne et le trône de la Grèce nouvellement indépendante, il est devenu le premier roi des Belges et épouse la princesse Louise-Marie d'Orléans, sœur aînée de Clémentine. La sœur du roi des Belges, la princesse Victoria a épousé en secondes noces le duc de Kent, elle est la mère de la reine Victoria du Royaume-Uni. La jeune souveraine a épousé en 1840 son cousin Albert de Saxe-Cobourg-Gotha. Un autre frère de Léopold et Victoria a épousé en 1815 une richissime héritière Hongroise, Maria-Antonia de Kohary de Csabrag. Pour se marier, il a dû se convertir au catholicisme ce qui permettra à ses enfants de s'allier aux grandes dynasties européennes catholiques. Son fils aîné Ferdinand a épousé en 1836 la reine Marie II de Portugal, sa fille Victoria a épousé le duc de Nemours, frère de Clémentine. Rien n’interdit à Clémentine d’espérer que son époux soit un jour élu souverain d’un nouveau pays…  Pour ce faire, elle doit notamment donner des héritiers à son mari et dans les trois premières années de son mariage met au monde trois enfants : Philippe, Auguste et Clotilde.
En 1848, la révolution oblige la princesse à quitter la France avec son père et la plupart des membres de la famille royale. Elle s’installe d’abord en Angleterre puis part vivre à Cobourg où elle donne le jour à son quatrième enfant, Amélie, et enfin à Vienne, où son mari est officier. Elle donne tardivement le jour à un fils, Ferdinand, en 1861.

## Le cœur et l'ambition
Réalisant qu’elle ne sera jamais reine, l’ambitieuse Clémentine  concentre tous ses efforts dans le mariage de ses enfants. Clotilde, épouse en 1864 l'archiduc Joseph, chef de la branche hongroise de la famille impériale. La sœur de l'archiduc a épousé le roi Léopold II de Belgique, un neveu de Clémentine. C'est un mariage brillant mais sans réelles importance politique.
En 1864, tandis que l'archiduchesse Charlotte, sœur de Léopold II, et son mari l'archiduc Maximilien ceignent la couronne impériale du Mexique, Clémentine envoie son fils cadet et son neveu Gaston d'Orléans, comte d'Eu au Brésil; son fils a pour mission d'y épouser la fille aînée de l'empereur et de devenir prince consort tandis que son neveu devra épouser la sœur cadette de la future souveraine. Cependant, Auguste s'éprend de la cadette des deux sœurs et le comte d'Eu de l'aînée. N'écoutant que leur cœur, les jeunes gens, avec l'accord de leurs promises, échangent leurs fiancées et contractent des mariages d'inclination. Auguste ne ceindra pas la couronne du Brésil. 
Quant à Charlotte, ses ambitions mexicaines se transformeront en tragédie : son mari est déchu puis fusillé par des rebelles et elle sombre dans la folie.  
Cependant, alliée à toutes les cours d'Europe, ses frères et sœurs lui demandent ses services pour négocier les mariages de leurs enfants. Ainsi joue-t-elle un rôle essentiel dans le mariage de son neveu, le duc d'Alençon avec la duchesse Sophie-Charlotte en Bavière, sœur de l'impératrice d'Autriche en 1868. 
Quelques années plus tard, le fils aîné de Clémentine, Philippe, épouse en 1875 une cousine, la fille du roi des Belges. Louise de Belgique est une Cobourg par son père et une Orléans par sa grand-mère. Sa mère est cette archiduchesse d'Autriche de la branche hongroise, belle sœur de Clotilde. C'est un mariage de famille mais sans importance politique et qui se transformera rapidement en fiasco conjugal.

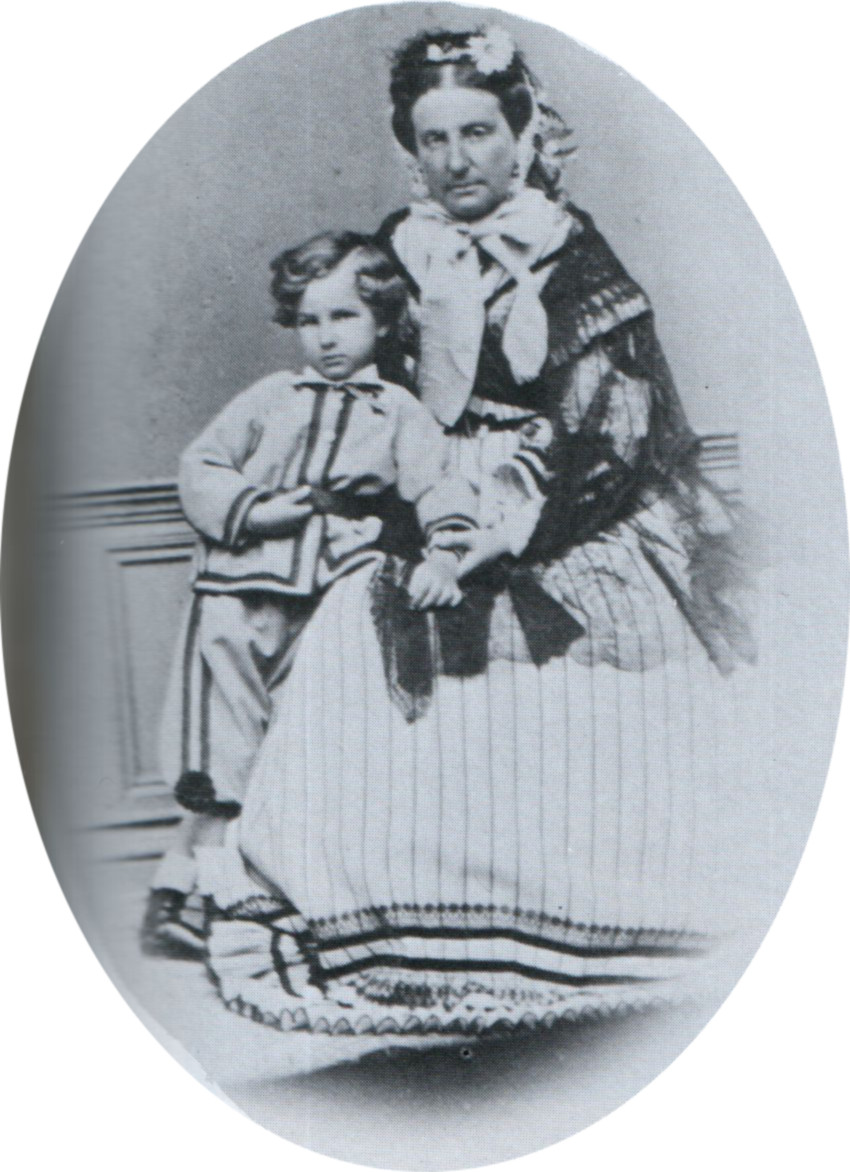
Clémentine et son fils Ferdinand (1866).

Déçue par ses aînés, Clémentine concentre toutes ses ambitions sur le plus jeune de ses fils, le prince Ferdinand né tardivement en 1861. Elle est en effet persuadée qu’en tant que descendant de Louis-Philippe et du roi-soleil, Ferdinand mérite plus qu’un autre de devenir roi ! C’est ainsi que, lorsque le prince Alexandre de Battenberg est chassé de Bulgarie en 1886, Clémentine mène une intense campagne de lobbying pour faire élire son fils à la tête du pays.  
Remarquablement perspicace et douée pour la politique et la diplomatie, Clémentine est souvent envoyée comme émissaire auprès des autres cours européennes par son fils Ferdinand.
Extrêmement riche, Clémentine gagne la popularité des sujets de Ferdinand en leur distribuant son argent. Elle réalise ainsi une donation de quatre millions de francs qui permet la construction d’une voie ferrée reliant la Bulgarie au réseau ferroviaire européen. 
Ferdinand devient prince souverain de Bulgarie en 1887. Il épouse tardivement la princesse Marie-Louise de Bourbon-Parme qui sera une épouse digne mais très malheureuse. D'une part, Ferdinand est accusé de tromper son épouse, d'autre part, malgré ses promesses, il fait baptiser ses enfants dans la foi orthodoxe de ses sujets. Dans ses mémoires, sa belle-sœur, la princesse Louise de Belgique prétend qu'il est adepte de rites sataniques. En 1899, la princesse Marie-Louise de Bulgarie meurt des suites d'un accouchement et Clémentine prend en charge l'éducation du prince héritier Boris, prince de Tirnovo.
Clémentine rend également service à sa parentèle en négociant de prestigieuses unions pour les Orléans en exil. Ainsi joua-t-elle un rôle important dans le mariage de son neveu le duc d'Alençon avec la duchesse Sophie-Charlotte en Bavière, sœur de l'impératrice d'Autriche et de la reine des Deux-Siciles.  En 1893, son fils, prince des Bulgares épouse la princesse Marie-Louise de Bourbon-Parme, petite-nièce du feu comte de Chambord (dont le père est fabuleusement riche). Le mariage n'est guère une réussite et la princesse mourra prématurément dès 1899. En 1896, sa petite-fille Marie-Dorothée de Habsbourg-Lorraine épouse son cousin  le prétendant orléaniste Philippe d'Orléans mais cette union sera aussi un fiasco. En 1898, sa petite-fille Dorothée de Saxe-Cobourg-Gotha épouse le frère cadet de l'impératrice Allemande. Ses autres petits-enfants épousent des membres de la Maison Impériale et Royale ou des parents proches du couple impérial et royal. Son fils Philippe, beau-frère du Kronprinz Rodolphe, est présent à Mayerling quand le corps de l'archiduc héritier est retrouvé sans vie en janvier 1889. En 1891, son petit-fils Pierre de Saxe-Cobourg-Gotha, petit-fils de l'empereur du Brésil, sombre dans la folie. 
Outre les déboires conjugaux de ses descendants, la vieillesse de la princesse est marquée par un certain nombre de drame et de deuils notamment les décès de son mari qui meurt en 1881 d'une pneumonie, de sa fille Amélie qui meurt en 1894, peu après son mari, laissant orphelins leurs trois fils encore jeunes, de ses petits-fils Joseph de Saxe-Cobourg-Gotha, qui succombe à une pneumonie en 1888 et Ladislas Philippe de Habsbourg-Lorraine, victime d'un accident de chasse en 1895.  Les deux princes n'avaient que 19 ans. En 1904, c'est sa petite-fille Clotilde de Habsbourg-Lorraine qui, peu après les festivités qui célèbrent les 70 ans de son père, meurt d'une pneumonie à l'âge de 20 ans. Les scandales n'épargnent pas non plus la princesse : en 1906, après bien des remous, son fils et sa belle-fille divorcent. 
Clémentine meurt presque sourde à Vienne, en 1907, à l’âge de 89 ans. Elle est enterrée à Cobourg et cette inscription est placée sur sa tombe : « fille de roi, pas devenue reine, mais mère de roi à présent ».

## Épilogue
En 1908, Ferdinand se proclame tsar des Bulgares. En 1914, il se range du côté des Empires centraux, la défaite l'accule à l'abdication. Son fils Boris III, élevé par sa grand-mère lui succède. Allié de l'Allemagne mais antinazi notoire, il mourra subitement après une entrevue houleuse avec Hitler. Le troisième et dernier tsar des Bulgares Siméon II, encore enfant, devra s'exiler en 1946 après la prise du pouvoir par les communistes; Il ne reviendra que 50 ans plus tard et sera élu premier ministre.

## Titulature et décorations

### Titulature
- 6 mars 1817 — 22 septembre 1824 : Son Altesse Sérénissime mademoiselle de Beaujolais, princesse du sang de France
- 22 septembre 1824 — 9 août 1830 : Son Altesse Royale mademoiselle de Beaujolais, princesse du sang de France
- 9 août 1830 — 20 avril 1843 : Son Altesse Royale la princesse Clémentine d'Orléans
- 20 avril 1843 — 16 février 1907 : Son Altesse Royale la princesse Auguste de Saxe-Cobourg et Gotha, duchesse en Saxe

### Décorations dynastiques
- Dame d'honneur de l’ordre de Thérèse (royaume de Bavière)[1]
- Dame de première classe de l’ordre de Sainte-Élisabeth (royaume de Bavière)[1]
- Dame de l'ordre de la Reine Marie-Louise (royaume d'Espagne)
- Dame de l’ordre de la Croix étoilée (maison de Habsbourg)[1]